# Вера Васић
Вера Васић (Београд, 13. јул. 1948 – Нови Сад, 3. април. 2023) била је српска лингвисткиња, професорка универзитета и активисткиња.

## Образовање и професионални рад
Вера Васић је основну школу и гимназију „Јован Јовановић Змај“ завршила у Новом Саду, где је 1967. године уписала Филозофски факултет а 1974. дипломирала на Групи за јужнословенске језике Универзитета у Новом Саду. Магистрирала је на Филолошком факултету Универзитета у Београду 1977, а докторирала 1993. на Филозофском факултету Универзитета у Новом Саду на Одсеку за српски језик.
По завршетку студија, на позив Свенке Савић, запослила се на Институту за лингвистику у Новом Саду на пројекту „Психолингвистичка истраживања“ у оквиру којег стиче прва интердисциплинарна искуства примењена на материјал (раз)говорног српског језика. Интегрисањем Института са Катедром за јужнословенске језике, данас Одсек за српски језик и лингвистику, прелази на Филозофски факултет. Вера Васић добија и задужења у наставном процесу на предмету Синтакса српског језика, касније и Анализа дискурса, и то у оквиру групе предмета за савремени српски језик, на којем остаје у својству  редовне професорке. Тамо је провела свој радни век, од асистенткиње до редовне професорке, подучавајући студенте до одласка у пензију 2012. 

## Истраживачки рад
Граматика (раз)говорног савременог језика трајно је интердисциплинарно поље интересовања проф. Вере Васић на којем показује математички дар да податке систематизује и уоквири их. Њен пионирски интердисциплинарни рад заснива се на граматици у комбинацији са темама из домена (раз)говора и дискурса. У књизи Говор са сестром и братом (1983), за сада јединој студији такве врсте у домаћој психолингвистици, саопштава емпиријске податке лонгитудинално сакупљане да би закључила о разговорним специфичностима узраста развоја комуникације старијег и млађег детета. При чему је фокус на усвајању говора код деце и тежиштем на развоју граматичког система у односу на развој мишљења и друштвене ситуације.
За докторски рад Новински рекламни оглас: студија из контекстуалне лингвистике, 1995, такође прави искорак, бирајући теме из граматике у правцу медијског дискурса.  Теми (раз)говора и језика у медијима бавиће се до краја професионалне каријере, често као менторка на постдипломским студијама.
Након звања доценткиње, окреће се још једној научној дисциплини, лексикологији. Истраживачку интуицију Вера Васић је показала у лексиколошким темама српског језика, на истраживањима речи у контексту ширих целина (Говор Новог Сада, I и II том). У тој области је дала значајне истраживачке резултате и формирала кадрове за ту врсту србистике. Заједно са њима је отварала нова питања, стврајући, током деценија научног рада другачију генерацију србиста код нас. Био је то пример њеног схватања грађанског активизма.

## Монографије
- Vasić, Vera (1983). Govor sa sestrom i bratom. Novi Sad: Filozofski fakultet, Institut za južnoslovenske jezike.

- Vasić, Vera (1995). Novinski reklamni oglas : studija iz kontekstualne lingvistike. Novi Sad: Veternik : LDI.

## Речници
- Васић, Јоцић, Вера, Мирјана (1988). Школски речник стандардног српскохрватског/хрватскосрпског језика. Нови Сад: Завод за издавање уџбеника: Институт за јужнословенске језике Филозофског факултета.

- Vasić, Prćić, Vara, Tvrtko (2001). Rečnik novijih anglicizama : du yu speak anglosrpski?. Novi Sad: Zmaj. ISBN 86-489-0314-9.

- Gortan-Premk, Vasić, Nedeljkov, Darinka , Vera , Ljiljana (2003). Semantičko-derivacioni rečnik. Novi Sad: Filozofski Fakultet, Odsek za srpski jezik i lingvistiku.

## Зборници
Уредила је и низ зборника, међу којима су: 
- Jezička politika i planiranje jezika u Jugoslaviji. Novi Sad: Filozofski fakultet, Institut za južnoslovenske jezike. 1990. ISBN 86-80381-04-7.

- Vlahović, BUgarski, Vasić, Plamenka, Ranko, Vera (2009). Zbornik u čast; Višejezični svet Melanije MIkleš (PDF). Filozofski fakultet. ISBN 978-86-6065-027-8.

- Дискурс и дискурси. Novi Sad: Zbornik Matice srpske za filologiju i lingvistiku. 2010. ISSN 0352-5724.

- Говор Новог Сада. Св. 2, Морфосинтаксичке, лексичке и прагматичке особине. Novi Sad: Филозофски факултет, Одсек за српски језик и лингвистику,. 2011. ISBN 978-86-6065-063-6.

- Језик у употреби = Language in use. Beograd, Novi Sad: Društvo za primenjenu lingvistiku Srbije : Filološki fakultet. 2011. ISBN 978-86-6065-068-1.

## Медијске студије
Иако везана на факултету за свој матични Одсек за српски језик и лингвистику, била је најактивнија учесница у стварању Одсека за медијске студије. Прва је координаторка новооснованог Одсека за медијске студије Филозофског факултета УНС (2004) на чијем је формирању успешно сарађивала са млађим тимом ентузијаста.

## Активистичко-образовни рад
Вера Васић је била једна од важнијих особа у стварању алтернативног високошколског интердисциплинарног програма женских и родних студија у Новом Саду крајем 20. и почетка 21. века. Једна је од десет оснивачица Удружења „Женске студије и истраживања“ (1997) у којем је активно доприносила у периоду од двадесдет пет година. Обављала је различите функције: предавачица, истраживачица, менторка за завршне радове, председница Савета у неколико мандата. Помагала је активистичке замисли у Студијама, и увек је настојала да оне одрже меру академске озбиљности.
Једна је од оснивачица АЦИМСИ Центра за родне студије УНС (2003) у којем је радила као предавачица,  координаторка у време реакредитације мастер и докторског програма (2010) на којима и предаје до одласка у пензију.

## Педагошки рад
Будући да је одрасла у учитељској породици, предавање знања и вештина другима био је део кућног васпитања и погледа на свет, па је током дугогодишње професуре развијала и свој посебан педагошки таленат. Веома продуктивна као ауторка, професорка Васић је посвећено, и после одласка у пензију, сарађивала са млађима, својим студентима, магистрантима и докторандима. О томе најбоље сведочи Зборник у част Вери Васић (2014), који су уредили управо њени некадашњи докторанди.